# Itaboraiense

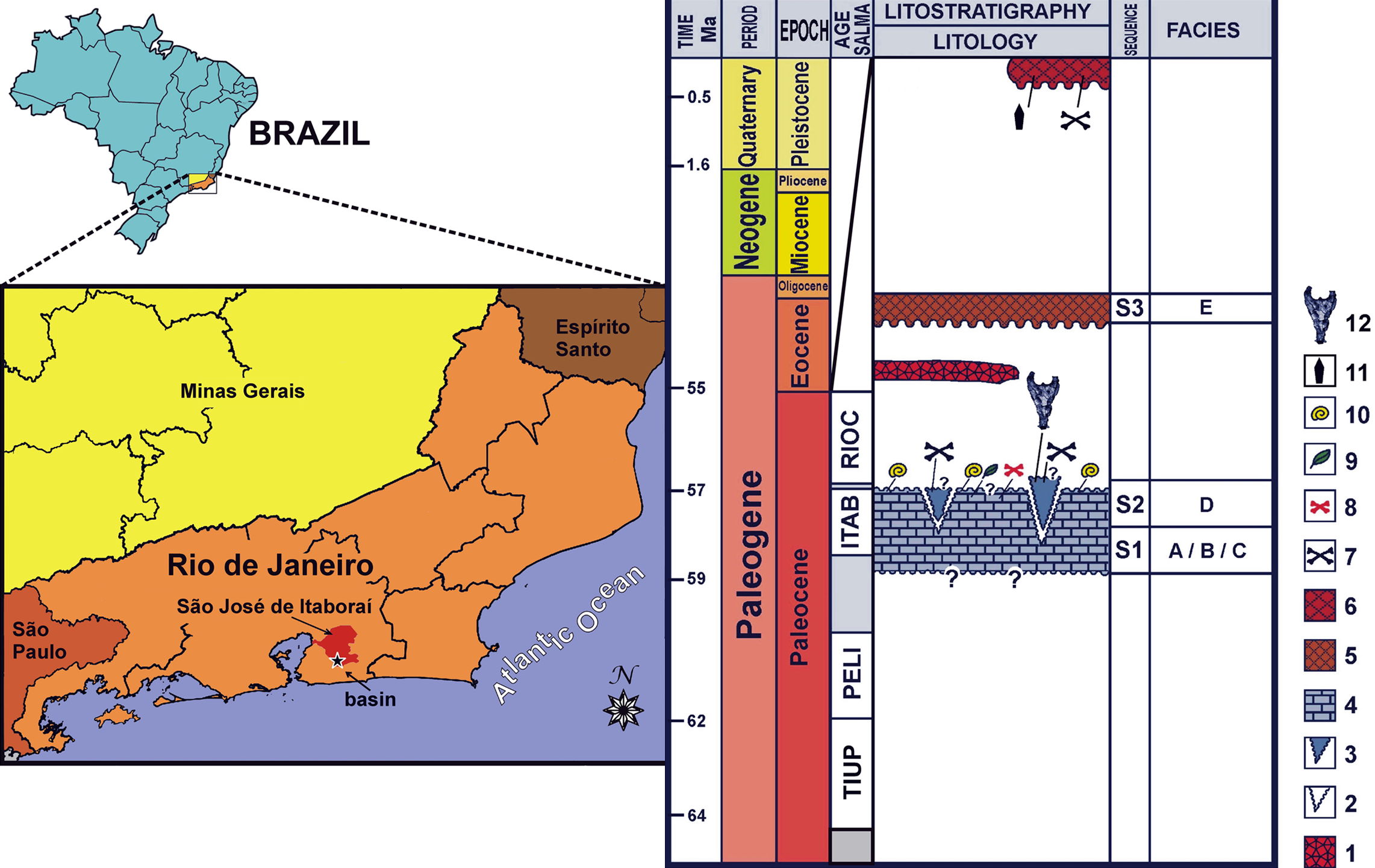
Ubicación de la cuenca de Itaboraí (A); (B) Columna litocronoestratigráfica de la cuenca de Itaboraí. 1, Capa de ankaramita; 2, Canales kársticos y fisuras; 3, Relleno de fisuras (Secuencia S2, Facies D); 4, Depósito calcáreo principal (Secuencia S1, Facies A, B y C); 5, Depósitos aluviales (Secuencia S3, Facies E); 6, Sedimentos clásticos; 7, Abundantes fósiles de vertebrados; 8, Raros fósiles de vertebrados; 9, Restos vegetales; 10, Fósiles de gasterópodos terrestres; 11, Artefactos arqueológicos; 12, Sahitysuchus fluminensis gen. et sp. nov. (MCT 1730-R). Columna estratigráfica modificada después.

El Itaboraiense o SALMA Itaboraiense (del  inglés South American land mammal ages) es una edad mamífero de América del Sur, división establecida para definir una escala geológica de tiempo para la fauna de mamíferos sudamericanos. Su límite inferior se sitúa en los 59 Ma, mientras que su límite superior se ubica en los 57 Ma.
La localidad fosilífera tipo es: San José de Itaboraí, estado de Río de Janeiro, en el centro-este del Brasil. Se encuentra representada en sedimentos de la «formación Itaboraí».

## Sucesión de las edades mamífero de América del Sur
| Predecesor: Peligrense | Itaboraiense Edades mamífero de América del Sur | Sucesor: Riochiquense |